# La Doncella Herida y El Restaurador
Obra dramática en dos actos, escrita en 2001 por Pedro Luis Martínez Larriba, dramaturgo español.
Obra futurista que nos hace ver y palpar las consecuencias de las causas del maltrato a la naturaleza, a los seres humanos... a la vida. Basada en una época posterior, refleja los sentimientos de una adolescente encerrada por las consecuencias de sus antepasados. Obra llena de dolores, ilusiones y trama. A pesar del sufrimiento que el ser humano palpará en el futuro, la obra está llevada con buen humor. El público disfruta de cada una de sus partes, sin acordarse del tiempo que permanece en su butaca. Está escrita en un estilo clásico, pero representada en clave moderna.

## Argumento
Azucena vive recluida en una torre impenetrable, en el castillo de su padre, Rodrigo, el señor de las Tierras del Lago y vigilada por una celadora, Celsa. Cuando se descubre que Azucena ha perdido su virginidad, su padre decide encargar la investigación del suceso y su posible restauración a un personaje extraño: El Restaurador.

## Personajes
- Azucena.
- Rodrigo.
- Celsa.
- El Restaurador.
- Gervasio.

Obra estrenada en el año 2002 en Cholet (Francia) en el Teatro Municipal, con excelentes críticas y posteriormente en el año 2003 en el Centro Social de Denia (Alicante) por Tucana Teatro.

## Reparto del estreno en orden de aparición
- Celsa: Conchi Gómez.
- Azucena: Rosalía A. Brasa.
- Rodrigo: José María Hortelano.
- Gervasio: Obdulia Marchante.
- El Restaurador: José María García.

- Datos: Q5963204